# Поверхность вращения
Поверхность вращения — поверхность, образуемая при вращении вокруг прямой (оси поверхности) произвольной линии (прямой, плоской или пространственной кривой). Например, если прямая пересекает ось вращения, то при её вращении получится коническая поверхность, если параллельна оси — цилиндрическая, если скрещивается с осью — гиперболоид. Одна и та же поверхность может быть получена вращением самых разнообразных кривых.

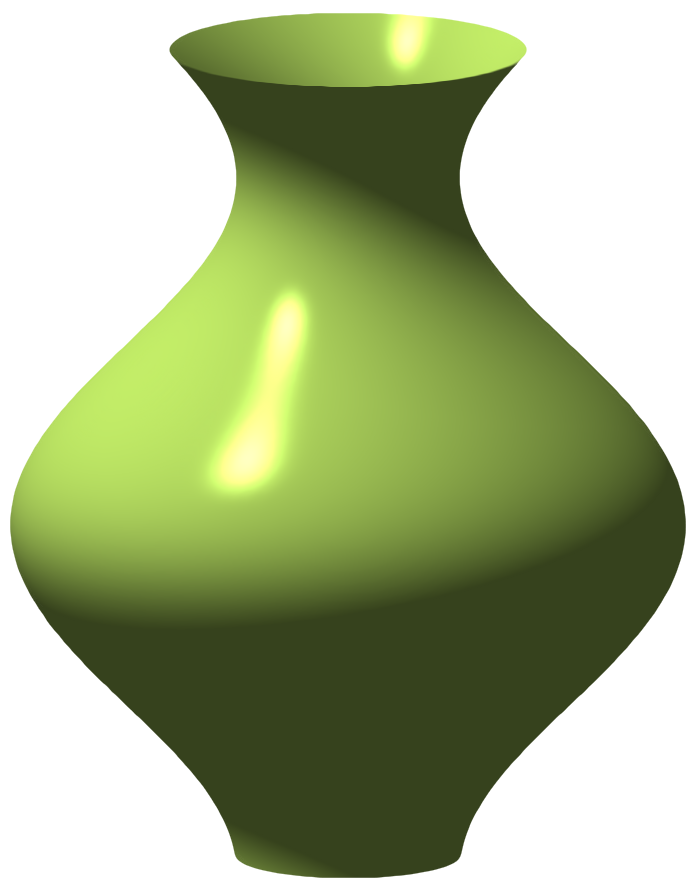
Поверхность, полученная вращением кривой x=2+cos z вокруг оси z

Является объектом изучения в математическом анализе, аналитической, дифференциальной и начертательной геометрии.

## Примеры
- Круговая цилиндрическая поверхность (получается вращением прямой вокруг параллельной ей прямой).
- Конус (получается вращением прямой вокруг другой прямой, пересекающей первую).
- Сфера (получается вращением окружности вокруг оси, лежащей в той же плоскости и проходящей через её центр).
- Тор (получается вращением окружности вокруг не пересекающей её оси, лежащей в той же плоскости).
- Эллипсоид вращения ― эллипсоид, длины двух полуосей которого совпадают (получается вращением эллипса вокруг одной из его осей).
- Параболоид вращения ― эллиптический параболоид, полученный вращением параболы вокруг своей оси.
- Катеноид (получается вращением цепной линии).

## Площадь
Площадь поверхности вращения, образованной вращением плоской кривой конечной длины вокруг оси, лежащей в плоскости кривой, но не пересекающей кривую, равна произведению длины кривой на длину окружности с радиусом, равным расстоянию от оси до центра масс кривой. Это утверждение называется второй теоремой Паппа — Гульдина, или теоремой Паппа о центроиде.
Например, для тора с радиусами {\displaystyle r,R}, площадь поверхности равна
{\displaystyle S=(2\pi r)\cdot (2\pi R)=4\pi ^{2}rR}.
Площадь поверхности вращения, образованной вращением кривой {\displaystyle y=f(x),\ a\leq x\leq b} вокруг оси {\displaystyle Ox}, можно вычислить по формуле
{\displaystyle S=2\pi \int \limits _{a}^{b}f(x){\sqrt {1+\left(f'(x)\right)^{2}}}dx}.
Площадь поверхности вращения, образованной вращением кривой {\displaystyle x=x(t),\ y=y(t),\ \alpha \leq t\leq \beta } вокруг оси {\displaystyle Ox}, можно вычислить по формуле
{\displaystyle S=2\pi \int \limits _{\alpha }^{\beta }y(t){\sqrt {\left(x'(t)\right)^{2}+\left(y'(t)\right)^{2}}}dt}.
Для случая, когда кривая задана в полярной системе координат {\displaystyle r=\rho (\varphi ),\ \alpha \leq \varphi \leq \beta }, действительна формула
{\displaystyle S=2\pi \int \limits _{\alpha }^{\beta }\rho (\varphi )|\sin \varphi |{\sqrt {\left(\rho (\varphi )\right)^{2}+\left(\rho '(\varphi )\right)^{2}}}d\varphi }.

## Объём
Объём, ограниченный поверхностью вращения, образованной вращением плоской замкнутой несамопересекающейся кривой вокруг оси, лежащей в плоскости кривой, но не пересекающей кривую, равен произведению площади плоской фигуры, ограниченной кривой, на длину окружности с радиусом, равным расстоянию от оси до центра тяжести плоской фигуры.
Объём поверхности вращения, образованной вращением кривой {\displaystyle y=f(x),\ a\leq x\leq b} вокруг оси {\displaystyle 0x}, можно вычислить по формуле
{\displaystyle V=\pi \int \limits _{a}^{b}f^{2}(x)dx}.

## Вариации и обобщения
- Искривлённое произведение